# 微毛圆唇苣苔
微毛圆唇苣苔（学名：Gyrocheilos microtrichus）为苦苣苔科圆唇苣苔属下的一个种。

## 扩展阅读
- 維基物種上的相關：微毛圆唇苣苔